# 足跡 (19の曲)
『足跡』（あしあと）は、2001年4月25日にリリースされた19の7枚目のシングル。発売元はビクターエンタテインメント。

## 解説
本作はC/W含め作詞・作曲は岩瀬敬吾。次作「たいせつなひと」はC/W含め作詞・作曲は岡平健治。
それまでの19のイメージとはやや違った印象を持つ、哀愁漂った楽曲。
アーティスト写真は東京都港区にある檜町公園にて撮影された。

## 収録曲
全曲作詞:イワセケイゴ/編曲:茂村泰彦
1. 足跡
  - 作曲:イワセケイゴ&茂村泰彦
2. よき日々　思い出よ
  - 作曲:イワセケイゴ
3. 足跡 (Music Track)

## 楽曲の収録アルバム
- up to you (#1)
- 19 BEST●青 (#1)